# Campeonato Paulista de Futebol de 2015 - Série A2
O Campeonato Paulista de Futebol da Série A2 de 2015 foi a 69.ª edição do campeonato equivalente ao segundo nível do futebol paulista. A competição foi disputada entre 26 de janeiro e 3 de maio de 2015, com os quatro melhores colocados sendo promovidos para a Série A, enquanto os quatro últimos foram rebaixados para a Série A3. A Ferroviária foi a campeã do torneio.

## Regulamento
Diferente do "Paulistão" da Série A1, a Série A2 2015 foi disputada por 20 clubes, que jogaram entre si em turno único, no sistema de pontos corridos. Ao passar as 19 rodadas, o clube com a melhor pontuação foi declarado campeão da Série A2 e garantiu uma vaga para a Copa do Brasil de 2016. Além disso, os quatro clubes que obtiveram melhor pontuação foram promovidos para a Série A1 de 2016, e os quatro clubes com pior pontuação foram rebaixados a Série A3 de 2016.

### Critérios de desempate
Em caso de empate de pontos entre dois clubes, os critérios de desempates deveriam aplicados na seguinte ordem:
1. Número de vitórias
2. Saldo de gols
3. Gols marcados
4. Número de cartões vermelhos
5. Número de cartões amarelos
6. Sorteio

## Participantes
| Equipe            | Cidade                | Em 2014        | Estádio                            | Capacidade | Títulos            |
| ----------------- | --------------------- | -------------- | ---------------------------------- | ---------- | ------------------ |
| Água Santa        | Diadema               | 3º (Série A3)  | Distrital de Inamar                | 5 000      | 0 (não possui)     |
| Atlético Sorocaba | Sorocaba              | 9° (Série A2)  | Walter Ribeiro[b]                  | 13 722     | 0 (não possui)     |
| Batatais          | Batatais              | 10º (Série A2) | Oswaldo Scatena                    | 13 000     | 0 (não possui)     |
| Catanduvense      | Catanduva             | 11º (Série A2) | Silvio Salles                      | 16 444     | 0 (não possui)     |
| Comercial         | Ribeirão Preto        | 17º (Série A1) | Palma Travassos                    | 18 277     | 1 (1958)           |
| Ferroviária       | Araraquara            | 9º (Série A2)  | Arena da Fonte Luminosa            | 20 950     | 2 (último em 1966) |
| Guaratinguetá     | Guaratinguetá         | 15º (Série A2) | Dario Rodrigues Leite              | 16 095     | 0 (não possui)     |
| Independente      | Limeira               | 2° (Série A3)  | Agostinho Prada [a]                | 9 483      | 0 (não possui)     |
| Matonense         | Matão                 | 4º (Série A3)  | Hudson Buck Ferreira               | 14 500     | 1 (1997)           |
| Mirassol          | Mirassol              | 5º (Série A2)  | José Maria de Campos Maia          | 15 000     | 0 (não possui)     |
| Monte Azul        | Monte Azul Paulista   | 8º (Série A2)  | Otacilia Patrício Arroyo           | 13 100     | 1 (2009)           |
| Novorizontino     | Novo Horizonte        | 1º (Série A3)  | Estádio Jorge Ismael de Biasi      | 16 000     | 0 (não possui)     |
| Guarani           | Campinas              | 13º (Série A2) | Estádio Brinco de Ouro da Princesa | 32 500     | 1 (1949)           |
| Oeste             | Itápolis              | 18º (Série A1) | Estádio dos Amaros                 | 14 074     | 1 (2003)           |
| Paulista          | Jundiaí               | 20º (Série A1) | Jayme Cintra                       | 15 155     | 2 (último em 2001) |
| Rio Branco        | Americana             | 14° (Série A2) | Décio Vitta                        | 16 300     | 0 (não possui)     |
| Santo André       | Santo André           | 6º (Série A2)  | Bruno José Daniel                  | 14 185     | 3 (último em 2008) |
| São Caetano       | São Caetano do Sul    | 19º (Série A1) | Anacleto Campanella                | 16 744     | 1 (2000)           |
| União Barbarense  | Santa Bárbara d'Oeste | 18º (Série A1) | Antonio Guimarães                  | 14 913     | 1 (1998)           |
| Velo Clube        | Rio Claro             | 12º (Série A2) | Benito Agnelo Castellano           | 8 136      | 0 (não possui)     |

a. ^  O Estádio Comendador Agostinho Prada estava interditado. Com isso o Independente jogou no Estádio Major José Levy Sobrinho
| Batatais Catanduvense Velo Clube Guarani R. Branco Guaratinguetá Comercial Oeste União Barbarense S. Caetano Novorizontino Paulista Independente Água Santa Mirassol Sto. André Monte Azul Matonense Atlético Sorocaba FerroviáriaLocalização das equipes na Série A2 de 2015. |

## Locais de disputa

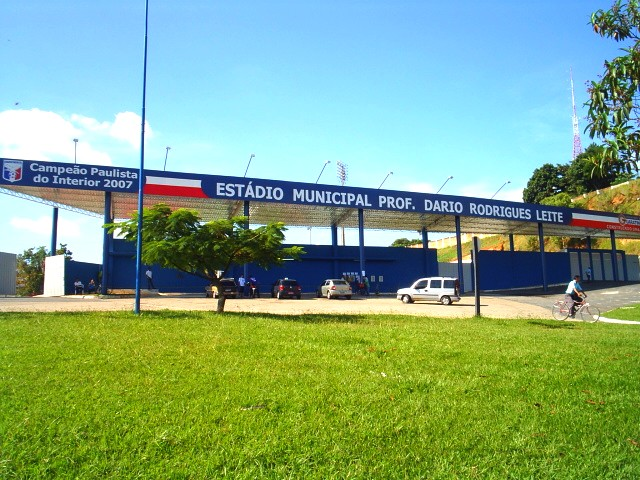
Ninho da Garça
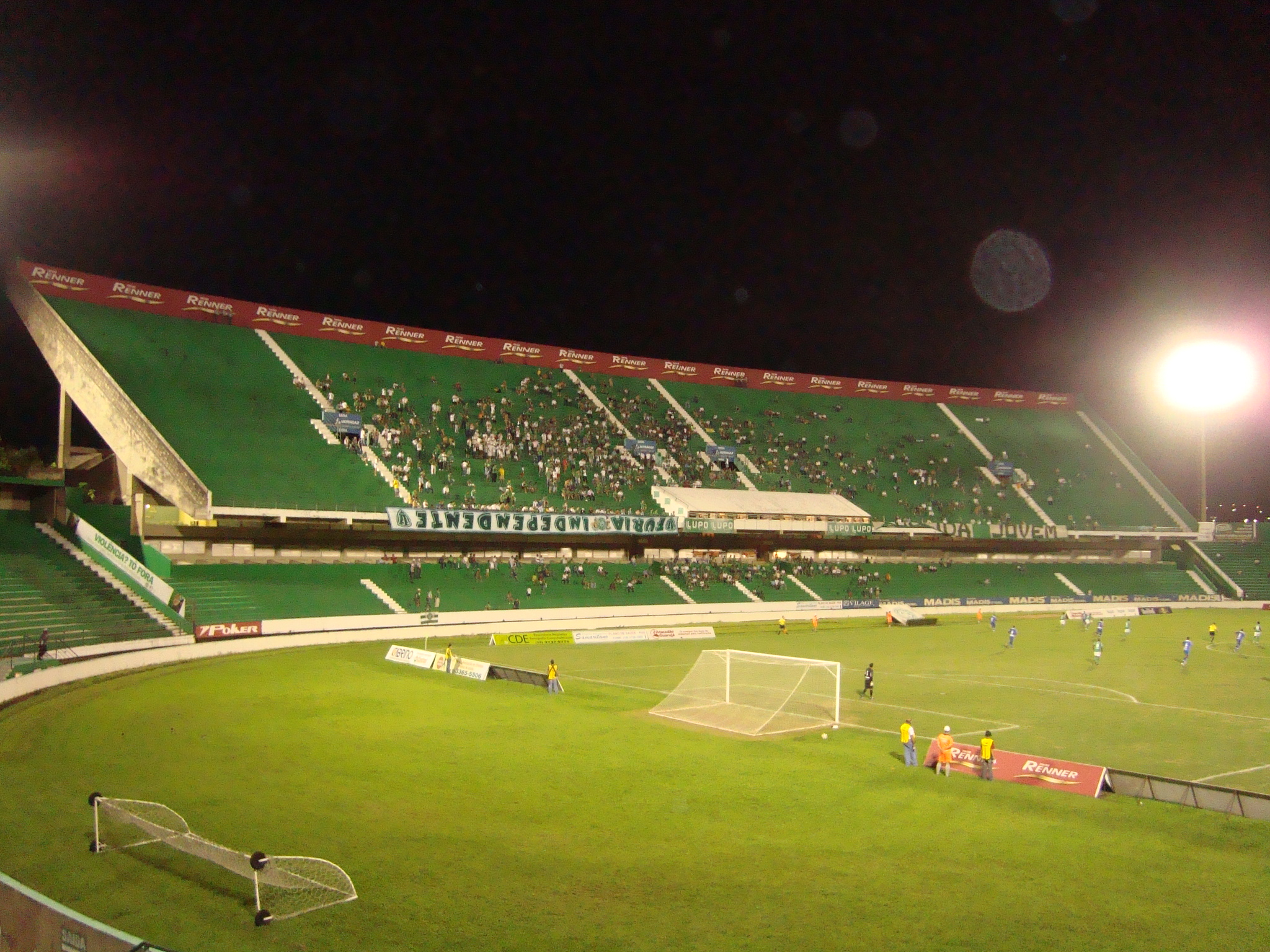
Brinco de Ouro
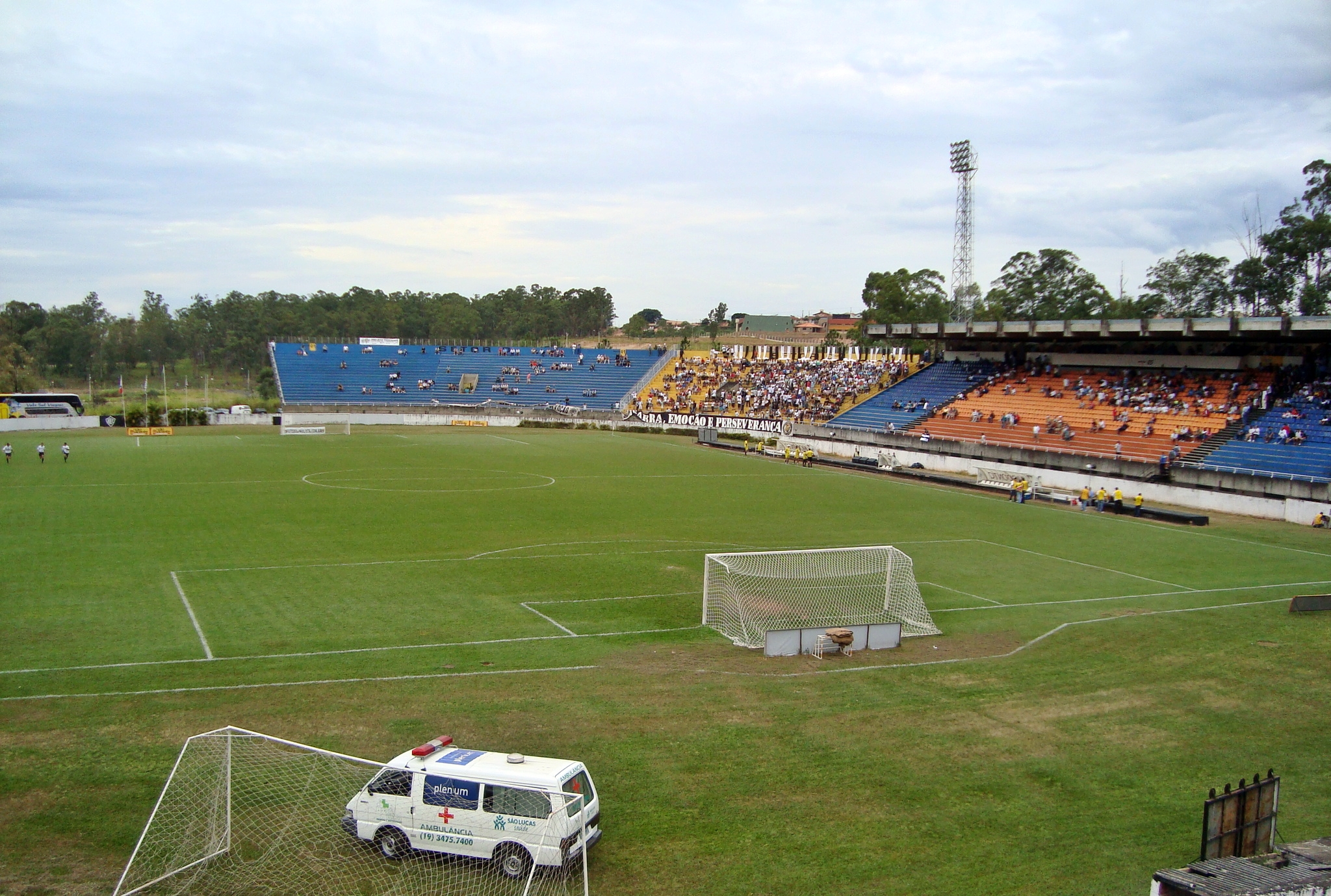
Décio Vitta
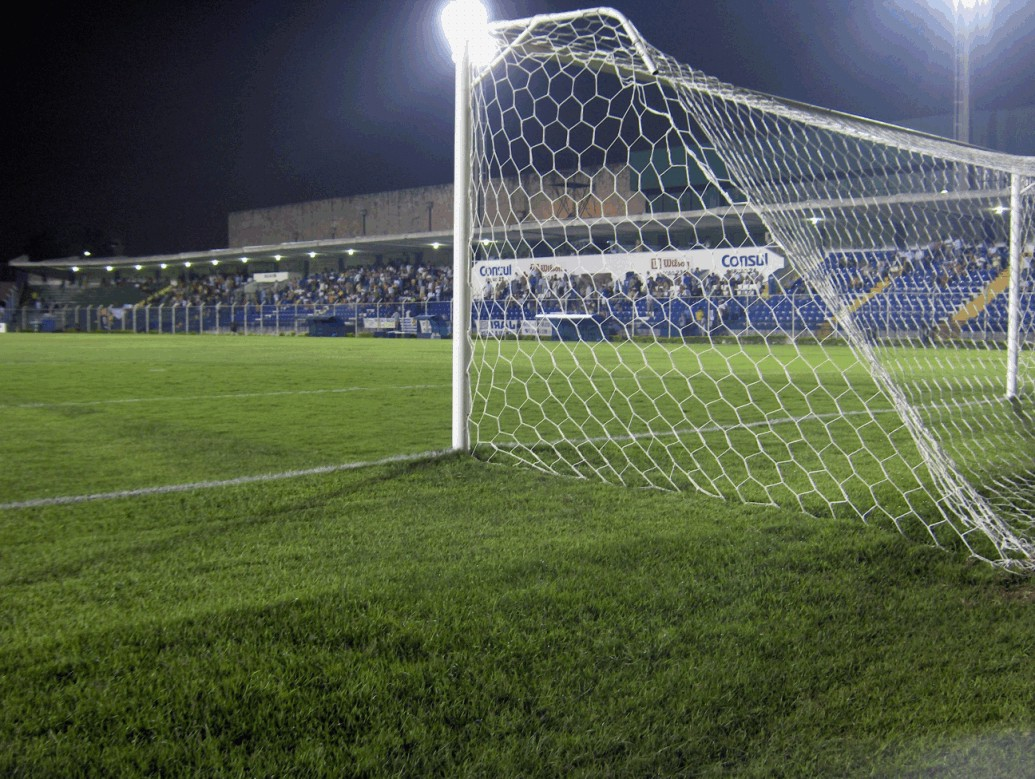
Anacleto Campanella
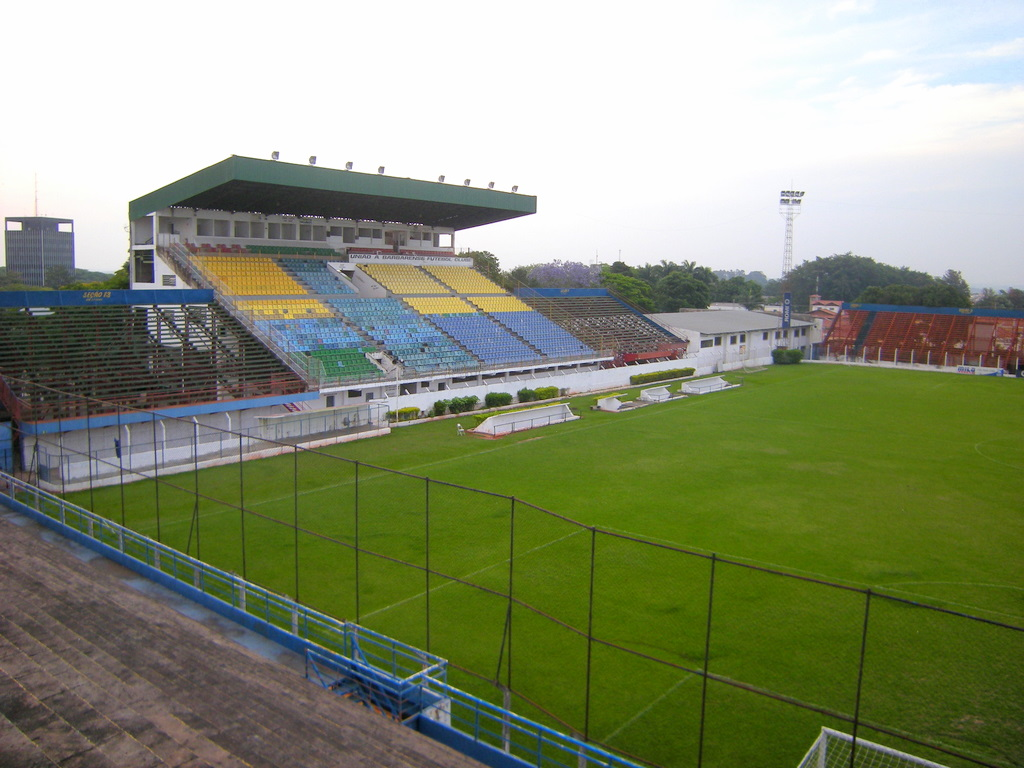
Antonio Guimarães

## Classificação
| Atualizado em 20 de abril de 2015 | v d e |

- Atlético Sorocaba perdeu 4 pontos por escalação de jogador irregular, recuperados posteriormente.

## Desempenho por rodada
Clubes que lideraram o campeonato ao final de cada rodada:
| Rodadas | Rodadas | Rodadas | Rodadas | Rodadas | Rodadas | Rodadas | Rodadas | Rodadas | Rodadas | Rodadas | Rodadas | Rodadas | Rodadas | Rodadas | Rodadas | Rodadas | Rodadas | Rodadas |
| ------- | ------- | ------- | ------- | ------- | ------- | ------- | ------- | ------- | ------- | ------- | ------- | ------- | ------- | ------- | ------- | ------- | ------- | ------- |
| 1       | 2       | 3       | 4       | 5       | 6       | 7       | 8       | 9       | 10      | 11      | 12      | 13      | 14      | 15      | 16      | 17      | 18      | 19      |
| NOV     | RBR     | RBR     | SCA     | SCA     | FER     | SCA     | FER     | FER     | FER     | OES     | FER     | FER     | FER     | FER     | FER     | FER     | FER     | FER     |

### Clubes que ficaram na lanterna do campeonato ao final de cada rodada
| Rodadas | Rodadas | Rodadas | Rodadas | Rodadas | Rodadas | Rodadas | Rodadas | Rodadas | Rodadas | Rodadas | Rodadas | Rodadas | Rodadas | Rodadas | Rodadas | Rodadas | Rodadas | Rodadas |
| ------- | ------- | ------- | ------- | ------- | ------- | ------- | ------- | ------- | ------- | ------- | ------- | ------- | ------- | ------- | ------- | ------- | ------- | ------- |
| 1       | 2       | 3       | 4       | 5       | 6       | 7       | 8       | 9       | 10      | 11      | 12      | 13      | 14      | 15      | 16      | 17      | 18      | 19      |
| COM     | VEL     | GTA     | GTA     | GTA     | BAT     | CAT     | GTA     | GTA     | GTA     | GTA     | GTA     | GTA     | GTA     | GTA     | GTA     | GTA     | GTA     | GTA     |

## Artilharia
| Pos. | Jogador             | Time             | Gols |
| ---- | ------------------- | ---------------- | ---- |
| 1    | Marcelo Toscano     | Mirassol         | 13   |
| 1    | Diogo Acosta        | São Caetano      | 13   |
| 1    | Jobinho             | Rio Branco-SP    | 13   |
| 2    | Rodrigo Quintanilha | União Barbarense | 11   |

## Público

### Maiores públicos
Esses são os dez maiores públicos do Campeonato:
- PP. ^ Considera-se apenas o público pagante
- ^ Atualizado até a 18ª rodada

### Menores públicos
Esses são os cinco menores públicos do Campeonato:
- PP. ^ Considera-se apenas o público pagante

## Mudança de treinadores
| Clube             | Antecessor     | Motivo                      | Data            | Última partida                      | Rod | Pos | Sucessor            | Ref.          |
| ----------------- | -------------- | --------------------------- | --------------- | ----------------------------------- | --- | --- | ------------------- | ------------- |
| Atlético Sorocaba | João Batista   | Demitido                    | 12 de fevereiro | Novorizontino 2-0 Atlético Sorocaba | 4ª  | 12° | Ruy Scarpino [a1]   | [ 13 ] [ 14 ] |
| Comercial         | Play Freitas   | Demitido                    | 16 de fevereiro | Comercial 0-2 Ferroviária           | 5ª  | 16° | Tuca Guimarães      | [ 15 ] [ 16 ] |
| União Barbarense  | Ruy Scarpino   | Demitido                    | 19 de fevereiro | Velo Clube 2-2 União Barbarense     | 5ª  | 12° | Waguinho Dias       | [ 17 ] [ 18 ] |
| Batatais          | Adriano Kanaã  | Resignado                   | 23 de fevereiro | Batatais 0-1 União Barbarense       | 6ª  | 20° | Edson Batatais [a2] | [ 19 ] [ 20 ] |
| Monte Azul        | Bercinho       | Remanejado                  | 25 de fevereiro | Monte Azul 0-0 Velo Clube           | 6ª  | 13° | Moisés Egert        | [ 21 ]        |
| Matonense         | Ito Roque      | Resignado                   | 27 de fevereiro | Matonense 0-1 Velo Clube            | 7ª  | 14° | Luís dos Reis       | [ 22 ] [ 23 ] |
| Santo André       | Ivan Izzo      | Resignado                   | 28 de fevereiro | Atlético Sorocaba 4-0 Santo André   | 7ª  | 11° | Vílson Taddei       | [ 24 ] [ 25 ] |
| Rio Branco-SP     | Fahel Júnior   | Resignado                   | 14 de março     | Santo André 2-1 Rio Branco-SP       | 10ª | 11° | Carlos Octávio      | [ 26 ] [ 27 ] |
| Matonense         | Luís dos Reis  | Demitido                    | 16 de março     | Matonense 2-3 Monte Azul            | 10ª | 18° | Wilson Júnior       | [ 28 ]        |
| Guarani           | Marcelo Veiga  | Demitido                    | 28 de março     | Rio Branco-SP 2-0 Guarani           | 13ª | 8°  | Ademir Fonseca      | [ 29 ] [ 30 ] |
| Comercial         | Tuca Guimarães | Resignado                   | 3 de abril      | Atlético Sorocaba 1-0 Comercial     | 14ª | 17° | Tim (interino)      | [ 31 ]        |
| Ferroviária       | Milton Mendes  | Contratado pelo Atlético-PR | 20 de abril     | Guaratinguetá 0-1 Ferroviária       | 17ª | 1°  | Ednélson (interino) | [ 32 ]        |

- A1 ^  O preparador de goleiros Ednei Uguetto comandou o Atlético Sorocaba na 5ª e na 6ª rodada.
- A2 ^  O preparador físico Sidnei Araújo comandou o Batatais na 7ª rodada.

## Premiação
| Campeonato Paulista de 2015 - Série A2 |
| -------------------------------------- |
| Ferroviária Campeão (3º título)        |